# Severoafrický ritus
Severoafrický ritus je křesťanský ritus, který se používal v liturgii v severozápadní Africe od počátku 2. století. Byl velmi podobný římskému ritu, na rozdíl od něj však po prvním nikajském koncilu užíval jako liturgický jazyk výlučně latinu (před ním se používala rovněž řečtina). Jeho podoba není známa z písemných pramenů, z nichž se dochovaly pouze fragmenty, nýbrž ze spisů afrických církevních otců, především sv. Augustina a Tertuliána. V roce 695 vpadli do severní Afriky Arabové a během několika staletí tam křesťanství zcela potlačili.